# Беррио, Алехандро
Алехандро Беррио (исп. Alejandro Berrio; 7 августа 1976 года, Картахена, Боливар, Колумбия) — колумбийский боксёр-профессионал, выступавший во второй средней весовой категории.
Среди профессионалов бывший чемпион мира по версии IBF (2007) во 2-м среднем весе.

## Биография

### 1997—2007
Дебютировал в феврале 1997 года.
В течение карьеры потерпел несколько поражений от малоизвестных противников.
В апреле 2005 года Беррио нокаутировал в 9-м раунде Сида Вандерпула.
В декабре 2005 года в элиминаторе Алехандро Беррио техническим нокаутом в 11-м раунде проиграл Роберту Штиглицу.
В мае 2006 года в элиминаторе Беррио в 6-м раунде нокаутировал непобеждённого Юсафа Мака.
В марте 2007 года состоялся 2-й бой между Беррио и Робертом Штиглицом. На кону стоял вакантный титул чемпиона мира во 2-м среднем весе по версии IBF. Штиглиц дважды в 3-м раунде был на полу. Беррио победил техническим нокаутом в 3-м раунде.

### 19 октября2007Алехандро Беррио —Лучиан Буте
- Место проведения:  Белл Центр, Монреаль, Квебек, Канада
- Результат: Победа Буте единогласным решением в 12-раундовом бою
- Статус: Чемпионский бой за титул IBF во 2-м среднем весе (1-я защита Беррио)
- Рефери: Марлон Райт
- Счет судей: Ричард ДеКаруфел (92—98), Леви Мартинес (92—98), Алехандро Лопес (93—97) — все в пользу Буте
- Время: 1:27
- Вес: Беррио 76,1 кг; Буте 75,7 кг
- Трансляция: TVA
- Счёт неофициального судьи: Расс Анбер (93—97 Буте)

В октябре 2007 года в Канаде состоялся бой между чемпионом мира во 2-м среднем весе по версии IBF Алехандро Беррио и местным боксёром Лучианом Буте. В середине 11-го раунда Буте загнал противника в угол, и провёл несколько ударов в голову. Часть ударов пришлась по защите. Беррио опустил руки, и в этот момент Буте провёл двойку в голову. Затем он пробил акцентированный левый хук в открытую челюсть. Голова колумбийца повисла. Буте вновь пробил левый хук в незащищаемую челюсть. В этот момент рефери вмешался и прекратил бой. Беррио стоял в углу, оперевшись спиной на канатах, а его голова висела на плечах. Он был в неадекватном состоянии. Беррио отвели по руки в его угол.